# Vauriella goodfellowi
Vauriella goodfellowi là một loài chim trong họ Muscicapidae.